# فان ييلين
فان ييلين (بالصينية: 范忆琳) هي لاعبة جمباز فني صينية ولدت في يوم 11 نوفمبر 1999 في مدينة تاي زهو في الصين. أبرز إنجازاتها هو فوزها بالميدالية البرونزية في دورة الألعاب الأولمبية الصيفية 2016 في ريو دي جانيرو في منافسة الفرق.